# Onthophagus malthinus
Onthophagus malthinus är en skalbaggsart som beskrevs av Gillet 1930. Onthophagus malthinus ingår i släktet Onthophagus och familjen bladhorningar. Inga underarter finns listade i Catalogue of Life.